# Apuaner
Die Apuaner (lateinisch Apuani) waren ein bedeutender antiker Stamm der Ligurer im heutigen Nordwest-Italien. Nach der Darstellung des römischen Geschichtsschreibers Titus Livius scheinen sie der am östlichsten wohnende ligurische Stamm gewesen zu sein. Sie siedelten in der Gegend um Pontremoli im oberen Tal der Macra (heute Magra), des Grenzflusses zwischen Ligurien und Etrurien.
Erstmals wurden die Apuaner 187 v. Chr. erwähnt, als sie vom Konsul Gaius Flaminius, der den Apennin überstiegen hatte, besiegt und zur Unterwerfung gezwungen wurden. Damit wollte der Konsul ihren ständigen Einfällen in die Territorien von Bononia und Pisae vorbeugen. Letztere Stadt diente den Römern seit Beginn des 2. Jahrhunderts v. Chr. als Basis für Unternehmungen gegen die Ligurer. 186 v. Chr. lockten die Apuaner den Konsul Quintus Marcius Philippus in abgelegene und enge Waldschluchten, griffen ihn dann an und schlugen ihn. Die Römer verloren in dem Kampf 4000 Soldaten und drei Standarten. Der Ort dieses Fiaskos wurde seitdem Marcius Saltus genannt.
Die römische Niederlage wurde im nächsten Jahr gerächt und nach mehreren  aufeinanderfolgenden Feldzügen griffen die Konsuln von 181 v. Chr., Publius Cornelius Cethegus und Marcus Baebius Tamphilus, die in ihrem Konsulat nichts gegen die Apuaner ausgerichtet hatten und diese erst im nächsten Jahr 180 v. Chr. hatten besiegen können, zu dem Mittel, das gesamte Volk nun nach Samnium umzusiedeln. Dies betraf 40.000 Angehörige des Stammes einschließlich Frauen und Kindern. In Samnium erhielten sie Wohnsitze in unbewohnten Ebenen, dem sogenannten Ager Taurasinus (benannt nach der früh untergegangenen samnitischen Stadt Taurasia), im Gebiet um Beneventum zugewiesen. Im gleichen Jahr 180 v. Chr. verpflanzte der Suffektkonsul Quintus Fulvius Flaccus nach dem Beispiel seiner Amtsvorgänger 7000 noch in ihrer Heimat verbliebene Apuaner zu ihren bereits umgesiedelten Landsleuten nach Samnium. Nach den Konsuln, die den Hauptteil dieser Verlegung ihrer Wohnorte vorgenommen hatten, wurden die Apuaner seither als Ligures Baebiani und Ligures Corneliani bezeichnet. Unter diesem Namen begegnen sie noch unter der Regierung Kaiser Trajans als eigenständige Bevölkerungsgruppe Samniums. Jene Apuaner, die in ihrer Heimat belassen worden waren, machten 155 v. Chr. einen Aufstand, den der Konsul Marcus Claudius Marcellus niederschlug und so die dort begründete Kolonie Luna rettete.
Noch heute tragen die Berge um Carrara, die apuanischen Alpen, den Namen dieses antiken Volkes.